# Melkvervanger

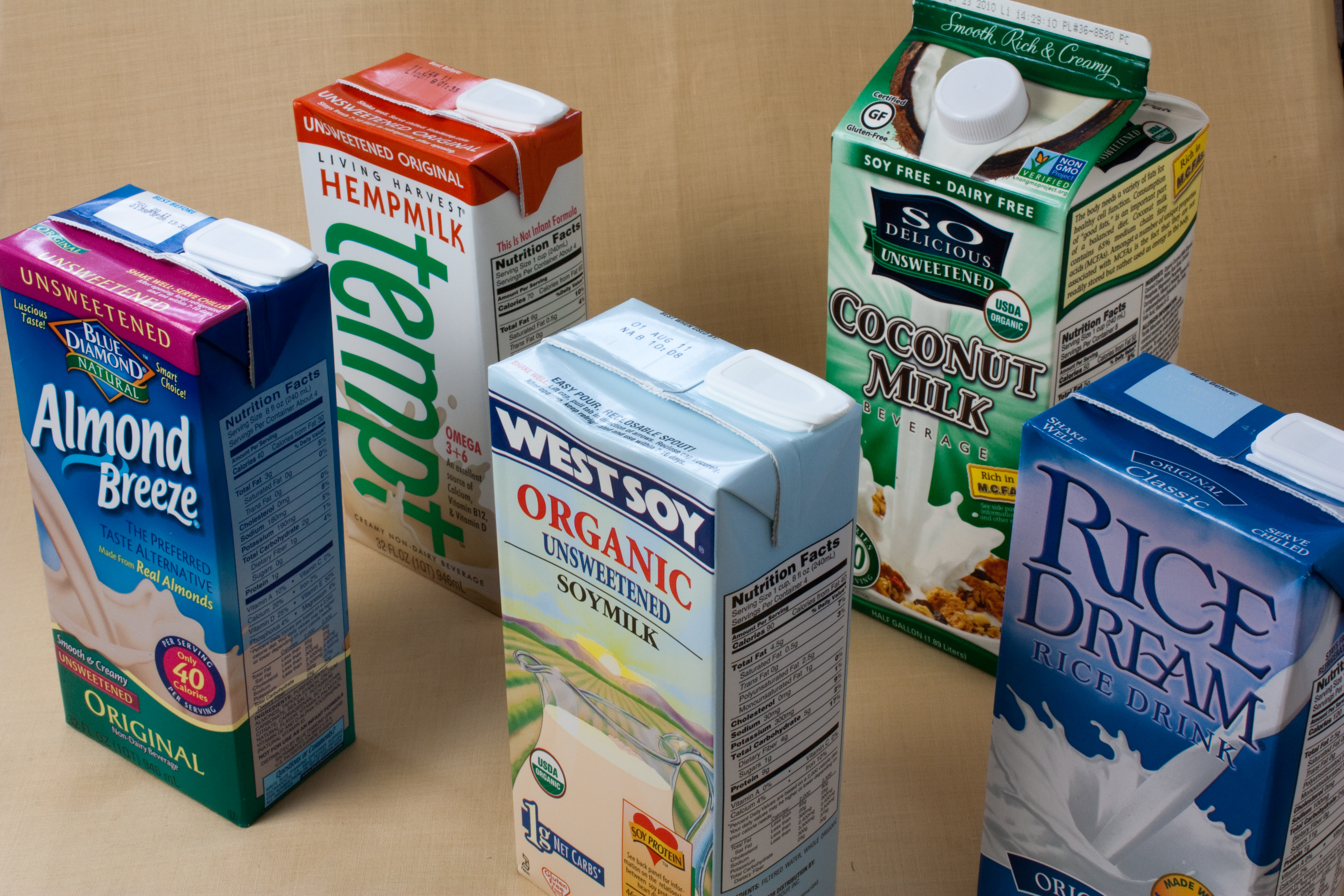
Verschillende melkvervangers

Een melkvervanger of melkopvolger is een stof die qua eigenschappen lijkt op melk, maar niet is ontstaan door uitscheiding van de melkklieren van zoogdieren. In de meeste gevallen zijn melkvervangers op plantaardige basis. Voorbeelden zijn, op basis van: 
- Noten:
  - Amandelmelk
  - Horchata
  - Kokosmelk
  - Hazelnootmelk
  - Kastanjemelk
  - Macadamiamelk
- Granen:
  - Havermelk
  - Rijstmelk
  - Speltmelk
  - Gierstmelk
  - Quinoamelk
- Peulvruchten:
  - Sojamelk
- Zaden:
  - Lijnzaadmelk
  - Hennepmelk
- Overig:
  - Creamer

Het woord melk wordt vaak vervangen door het woord drink, om verwarring met echte melk te voorkomen. Je krijgt dan bijvoorbeeld haverdrink en amandeldrink.